# Charm (numero quantico)
Il charm (simbolo C) è un numero quantico di sapore  che rappresenta la differenza tra il numero di quark charm (c) e antiquark charm (c) presenti in uno stato legato:
{\displaystyle C=n_{\text{c}}-n_{\mathrm {\overline {c}} }.\ }
Per convenzione, il segno dei numeri quantici di sapore concordano con il segno della carica elettrica portata dal quark di sapore corrispondente. Il quark charm, dunque, avendo una carica elettrica (Q) di + 2/3, porta un charm di +1. Gli antiquark charm hanno carica opposta (Q = −2⁄3) e i numeri quantici di sapore (C = −1).

## Conservazione del numero quantico C
Come con qualsiasi numero quantico relativo al sapore, il charm è preservato dalle interazioni forte ed elettromagnetiche, ma non dall'interazione debole (vedi matrice CKM). Per i decadimenti deboli di primo ordine, cioè i processi che interessano soltanto il decadimento del quark, il charm può solo variare di 1 (|C| = ±1). Dal momento che i processi di primo ordine sono più probabili rispetto a quelli di secondo ordine (che coinvolgono due decadimenti di quark), ciò può essere usato come un'approssimativa "regola di selezione" per i decadimenti deboli.